# Gamezebo
Gamezebo est un site web anglophone créé en 2006. Il se spécialise dans l'actualité du jeu vidéo sur supports mobiles (smartphones et tablettes tactiles).

## Récompense
Gamezebo a été nommé aux Webby Awards 2008 dans la catégorie Meilleur site en lien avec le jeu vidéo.